# Levakova jama
Levakova jama, poimenovana tudi Ajdovska jama v Dolu in Jama v Šutni je kraška jama, ki leži v bližini Šutne ob vznožju Gorjancev.
Sedanji vhod je odprla poplava leta 1937, pri čemer je voda naplavila tudi številne arheološke predmete. Med izkopaninami in naplavinami se omenjajo kamniti neolitski artefakti, fragment inkrustirane keramike barjanskega tipa, halštatski predmeti, rimski novci in ostanki človeških kosti.